# 第295步兵師 (德國國防軍)
第295步兵師（德語：295. Infanterie-Division）是納粹德國國防軍陸軍的一個步兵師。該師於1940年2月組建。
該師組建後，首次作戰為參與1941年6月的巴巴羅薩行動，此後一直在東線作戰。
該師於1943年1月斯大林格勒战役期間被殲，同年2月重建，它是20多個在斯大林格勒戰役中被殲滅的師中唯一一個在德國重組的師，重建地在哈茨山區的戈斯拉爾。從1943年3月31日起，它進一步整編為要塞師，隨後被部署在挪威，第295步兵師是在斯大林格勒戰役中被殲滅的師中唯一一個沒有重返戰場的。該師最後於1945年5月在挪威向英軍投降。

## 外部來源
- Mitcham, Samuel W. . Stackpole Books. 2007. ISBN 9780811734165.